# 國民政府軍事委員會調查統計局
國民政府軍事委員會調查統計局，簡稱軍統局或軍統，是中華民國國民政府的情報機關之一，負責諜報、暗殺等工作，在1938年至1946年間隸屬國民政府軍事委員會。1946年以後更名為國防部保密局。1949年迁台后，總部在臺灣臺北陽明山下的芝山岩，設有情報學校訓練間諜，軍方內部稱該處為「山竹營區」。
該機構前身是中國國民黨黨團組織“復興社”下屬的“特務處”。其早期的領導人為戴笠，1946年戴笠死後由毛人鳳繼任。1949年，軍統主要機構撤至臺灣。1950年，國防部保密局恢復正式編組，於臺灣臺北士林芝山岩設立局本部，以持續執行國內保防工作及情報搜集之重責大任，並主導調查、取締中共臺灣省工作委員會案、台北市工作委員會案與孫立人等案，牽連之廣，造成衆多白色恐怖冤案。
1955年，國防部保密局改組為國防部情報局，專責執行戰略預警情報搜集、研整之任務。保防偵查等業務撥歸司法行政部調查局。
1984年發生江南案，國防部情報局局長汪希苓等人因涉案被捕入獄，國防部情報局再次大改組。1985年7月1日，國防部情報局與國防部特種情報室併編成立國防部軍事情報局，隸屬國防部參謀本部，受參謀總長直接指揮。

## 歷史

### 前期
軍統局前身乃為1927年6月成立之「國民革命軍總司令部密查組」，胡靖安任组长，萧烈任副组长，设有总务科、侦缉科、审讯科，成员包括戴笠、徐志强等五十余人。1927年8月13日，蔣中正宣布“下野”，密查组也宣告解散，但是戴笠、胡靖安等主要成员仍旧继续为蒋介石效力。1928年1月，蒋介石重新出山，重建密查组；蒋介石命令戴笠以“上尉联络参谋”的名义，继续从事情报搜集工作。
1931年，蒋介石把胡汉民、李济深、居正、方振武等异端监禁在汤山监狱，激起中国国民党党内元老愤怒；4月底，中国国民党粤方四位监察院监察委员邓泽如、林森、萧佛成、古应芬以蒋非法扣留胡汉民为由，通电提出弹劾案，并例举蒋种种独裁事实。汪精卫、孙科在广州另立国民政府。入夏，长江中下游与淮河发生特大洪水。九一八事变，东北开始沦陷，各地大学生入京抗议蒋介石之“不抵抗政策”，包围中国国民党中央党部围困蒋介石，逼迫其抗日。蒋坚持攘外必先安内，围剿中央苏区以失败告终。1931年12月15日，蒋介石被迫下野，临行前命令戴笠成立“联络组”，最初成员有张炎元、黄雍、郑锡麟、马策、王天木、唐纵等，一面联系黄埔军校学生，向各个嫡系部队传达蒋介石的指示，一面继续搜集各方情报。唐纵回忆，联络组“分布各地，联络与考核各同学的行为与态度”。蒋介石深感“这个国民党指挥不动了”，迫切需要一个可堪信任、听话而有力的组织作为工具，来帮他控制国民党、控制军队和国家。
黄埔嫡系亲信于1932年1月获得蒋介石同意，在南京组织“力行社”，强调拥护蒋介石以建立其“在全国人心目中的至高权威和信仰中心”为目标。力行社社长为蒋中正，下设干事会和监察委员会。干事会的核心成员有贺衷寒、桂永清、萧赞育、滕杰、康泽、戴笠、郑介民、邓文仪、潘佑强、胡宗南、酆悌、曾扩情、杜心如等十三人（另说应去掉曾扩情、酆悌、戴笠，增加葛武綮、梁干乔、刘健群，以及周复），号称力行社（复兴社）“十三太保”，其中有八名是黄埔军校一期。另在酝酿阶段，军事委员会政训处长刘健群建议仿照墨索里尼的黑衫党组织“蓝衣社”，但蒋介石未置可否，被搁置。这个组织的外围，是“革命军人同志会” 和“革命青年同志会”，再一层的外围就是“中华民族复兴社”，即复兴社。
1932年2月蒋介石复出，任国民政府军事委员会委员长。1932年一二八事变，淞沪抗战爆发，戴笠的“联络组”扩大职能招入周伟龙、梁干乔、徐亮、胡天秋、赖申、曹恢先、张兖甫（张冠夫）等，奔波于南京和上海一带，收集敌我双方的兵力、伤亡、武器、给养、战况、士气、通讯等与战争有关的信息，供蒋介石作指挥战争的决断之用。联络组每月只有2500元活动经费，力行社成立后经费增至1.5万元每月。联络组驻地是南京北门桥附近的鸡鹅巷。其中，徐亮、马策和赖申负责的内勤工作，张冠夫负责会计庶务；外勤工作有：王天木在平津、黄雍在南京、张炎元在香港广州、胡天秋在河南山东、唐纵在南昌，戴笠在蒋介石身边并负责到各地巡视。后来军统正式形成，追述它的起源，这个小组就成为军统的鼻祖，也被称为“十人团”。实际上，联络组刚刚成立之时有不少名字，如“密查组”、“十人联络组”、“调查通讯小组”等。1942年4月1日，力行社10周年纪念活动之时（军统内部称“四一大会”），登上主席台一共十位元老人物，这十个人直接代表了这个组织。
1932年4月1日，联络组改为“力行社特务处”；原来联络组每人负责一个方向，特务处成立后就都扩大为“组”了。很多人认为力行社是军统前身，正是这个原因。实际上，特务处一直独立行事，只是名义上归属力行社而已。也正因为如此，特务处一直没有经费来源，以至于发展一度遇到严重的阻碍。为了解决这一问题，军委会在1932年9月成立了调查统计局，下设三个处，特务处划归该局，从此解决了经费问题。

#### 刺杀杨杏佛与史量才
1933年6月18日，戴笠亲自指挥华东区行动组组长赵理君、副组长王克全（安徽人，抗战时任过重庆卫戍总司令部稽查处副处长，以后自杀）等6人在上海租界刺杀了中央研究院副院长兼总干事杨杏佛。刺杀杨杏佛的主要原因乃1933年初宋庆龄发起的中国民权保障同盟成立，杨杏佛担任同盟的执行委员兼秘书长，他们即为蒋所厌恶。
1934年11月14日，戴笠亲自安排布置，华东区行动组组长赵理君、副组长王克全、组员李阿大（上海苏北帮惯匪，为这个组最主要的凶手）、施芸之、许建业等六人，在沪杭公路刺杀了上海市参议会会长史量才。戴笠對內指稱史量才担任上海市参议会会长后，曾阴谋搞上海市独立运动，要使上海脱离国民党的统治。所以要刺杀他。但据沈醉回忆，主要是由于蒋介石得到情报说史当时很同情中共、曾经接济过上海中共地下党组织的经费，所以决心要杀害他，并以此警告其他同情中共的人士。

#### 吞并南昌行营调查科
南昌行营调查课与戴笠的复兴社特务处、徐恩曾掌握的特工总部（中统前身）都是蒋介石的特务组织，三者鼎足而立，各自为蒋效命。
南昌行营调查课是蒋介石为了配合“围剿”苏区红军的需要，于1933年在南昌行营秘书处设立的，专司情报工作，由蒋的侍从秘书、力行社干事邓文仪兼任课长。该课设有一室三组及两个侦查队，在华中及东南各省还设有特别区站和普通站组，行动人员及特派员分布各地。邓文仪接收调查科后，将1932年设在武汉的豫鄂皖三省“剿匪”总司令部秘书处第三科及禁烟密查组收入麾下，在各军事机关和部队驻地搜捕共产党，镇压进步分子，同时还替蒋介石监视和侦查各级部队长的活动。其势力发展之迅速，超过了当时戴笠领导的特务处。
1934年夏，邓文仪因在调查南昌机场失火案中涉嫌受贿而被迫辞职，其课长职务交由戴笠接替兼任，戴笠顺理成章地将权力伸展到了江西反共前线。
1935年2月，蒋介石正式将行营调查课归并于军事委员会调查统计局第二处，成为特务处的组成部分，这一举动使特务处的规模空前壮大，总人数由670余人增加到1700余人，人数增加两倍多，其构成亦有很大变化，原南昌行营调查课的特务骨干分子，如李果谌、王新衡、张严佛、谢力公、钱新民，朱若愚、王平一等，他们中许多出身于留苏学生，有的是中共脱党分子，“平均水准，比戴先生以军校同学为骨干的老班底为优秀……所以多获戴先生之重寄”。戴笠对这些人一视同仁加以重用，这些人后来成为戴笠组织的中坚力量。成了由点到线的网络。调查课归并后，经费随之得到增加，戴笠便对全国各地特务组织做了系统的布置与加强，划分各大区域，设立区级单位，在各省设省级站，以次设直属组，其体系是区辖站，站辖组。此外，还建立了南京国际组、铁道通讯组、财政密查组及原来的三省“剿匪”总部禁烟密查组，这些特别单位，都直属特务处直接领导。
除了加紧下属各特务组织布网建设外，戴笠同时还在军、警、宪各部门建立起特务机构。如在宪兵司令部设立政训处，先后派梁干乔、张炎元担任处长。在宪兵团、营设立政治训练员，其成员均由特务处推荐，经政训处考试后任用。各省保安处设立谍报股，股长由该地特务站(组)长兼任。初期兼任谍报股长的特务站(组)长有安徽蔡慎初、江西谢厥成、浙江翁光辉、河南刘艺舟、福建张超、贵州桂运昌、湖北廖树东等。此外，武汉行营第三科的简朴、四川行营第三科的王孔安、西安行营第四科的张严佛等特务头目，也都各在该地谍报机构兼任了职务。在警察系统则是由戴笠派特务人员渗入其中，掌握领导权。他先后派遣马志超、史铭、赵龙文、王固磐、杨蔚等人担任了西安、兰州、杭州、厦门、南京、郑州、福州等十多个省辖市警察局(厅)长，以及京沪、粤汉、平汉、津浦等主要铁路部门的警察署长；还派员担任了许多军警机构中的特务队长、侦缉队长，诸如上海警备司令部侦查大队长、后勤总部警务队长即由戴笠派王兆槐、喻耀离充任。
在各地军警系统设置的特务机构和派遣的人员，其编制和经费支付属于所在的部门，但其人员配备与活动则由戴笠安排指挥。他说：“我们之所以要掌握许多公开机关，就是要以公开机关来掩护秘密工作的前进”，“我们的工作由于任务的特殊，必须采取秘密的方式，以严密的组织，在公开工作掩护之下进行。因为在公开工作掩护之下而从事特殊的任务，才不致引起别人的注意与防范，甚至于加以危害，才可以达到我们的目的”。

### 抗战期间
1937年4月，徐恩曾负责的“中国国民党中央组织委员会党务调查处”与戴笠负责的“力行社”合并为“国民政府军事委员会调查统计局”，由陈立夫任局长；原调查处为第一处（调查处），负责党务，仍由徐恩曾任处长；原力行社为第二处（特务处），负责特务，仍属戴笠管理；增设第三处（邮查处），负责邮电检查，丁默邨任处长。1938年第三处被撤。
1938年8月，該局重組，第一處另成為「中国国民党中央执行委员会调查统计局（即「中統」），而軍統局仍交由戴笠負責。除負責刺探情報、進行反諜工作外，軍統局亦以刺殺等手段執行情報任務，對付日本人和中國共產黨。

#### 与日本的斗争

##### 收集日本情报
抗战前特务处把全部力量都用在对付共产党和反蒋各派系方面，因此，获得的日本在华活动情报很少。故开战以后，军统面临的一个重大任务就是加紧对日情报收集。戴笠曾指示部下：“吾人之情报布置，必须做到任何情况下，均能使情报不间断，是为至要。”
军统搜集情报的方法很多，但主要途径有两条。一是进行电讯侦测、破译，从中获得情报。1937年8月，中国空军取得了开战之初的“八一四空战大捷”，就是由于特务处事先提供了准确的情报。二是派员打入中國偽軍内部搜集情报。
1940年4月，蔣中正为集中对日軍电讯密码的破译力量，下令「特种技术研究应用处」（簡稱BIS，共6处）（有另一說為「軍事委員會技術研究室」，而非BIS）加强对日情报工步洲破译偷袭珍珠港密电及其它
軍統局還於中日戰爭期間與美國情報體系建立合作關係，於1943年成立了中美特種技術合作所。
1944年12月，美国海军根据军统打入日军内部的女特工的情报，出动飞机一举炸沉了隐蔽在琉球、澎湖列岛附近的日舰队“大小船只83艘，击毁飞机210架”。“由于情报准确，美国罗斯福总统曾专函致谢。”中美合作所成立后，其提供的情报“成为美海军对日作战之主要情报来源”。从1944年至抗战胜利，中美所“供给美军的重要情报达四千一百四十九件”之多，“供给美国潜艇司令部之150余件情报，即曾使他们顺利击沉敌人大型军舰25艘，共约20万吨。所击沉小型军舰及货运船只，又数倍于此”。

##### 刺杀投日要人
抗戰期間軍統局曾多次刺殺投日的軍政人員，如暗杀张啸林、唐绍仪，暗杀未成的有殷汝耕、汪精卫、周佛海。而隶属BIS的各个“游击司令部”则深入日本占领区开展广泛的游击战，对打击日軍和與日協作者，起了不小的作用。

#### 部分軍統人員投敵
抗战期间，军统局的正式在册人员和学员在抗日战争中牺牲者就达18000人以上，而抗战结束时全部注册人员为4万5千余人。其他附属人员牺牲者更众。此处有不同说法，军统所说的牺牲人员，部分很可能没有牺牲，而叛变投靠汪精卫政权，汪伪曾经招收军统游击队，编为两个步兵旅，大约1万5千人。
抗战进入相持阶段以后，日本对中華民國重庆国民政府采取了“以军事打击为辅，政治诱降为主”的新方针，引诱蒋介石和谈。因此，从1939年秋开始，在扶植汪伪政权的同时，日方极力开辟与重庆国民党政府的联系，并把这项活动称之为“桐工作”。
1939年11月，日方铃木卓尔中佐，以日驻香港武官的名义赴香港物色与重庆和谈的联系人。他首先看准了宋子文之弟宋子良（时任西南运输公司主任，常驻香港），便请香港大学教授张治平出面代为联系。鉴于宋子良缺乏政治、外交才干，戴笠便挑选一位与宋子良长像相似的军统人员前往。经过协商，双方于1940年3月7日至10日在香港东肥洋行秘密举行了预备会议，草拟了一《备忘录》。具体条款有：中国承认伪满洲国，放弃抗日容共政策；中日缔结防共协定；中日经济提携；日本在内蒙、华北若干地区驻军等内容。蒋介石得到会谈结果报告后，对“中国放弃抗日容共政策，缔结防共协定”等表示“同意”或“原则上同意”。但对“承认满洲国”问题，因担心“即使不顾收复失地口号在国内的政治影响，以及共产党的反对，也会由于国民党内部东北系、西北系的坚决反对，将引起党的分裂，很可能造成国内大乱”，而改为“原则上同意考虑”。
6月4日至6日，中日双方代表在澳门市郊举行第二次秘密预备会议，双方再次讨论了“承认伪满”及“日本在华驻兵”问题，结果没有取得一致意见，双方准备下一步举行“高级会谈”来商讨此事。9月底，各方情况起了很大变化：日本与德、意缔结了“三国同盟条约”，日方新任陆相和参谋总长反对和谈；英美不支持中日和谈，加上蒋介石「實則爭取對日抗戰時間，假意对日妥协活动」被披露，錯成国人反对，遂使策划中的所谓“高级会谈”被取消。
为早日结束战争，共同反共，蒋介石除指使军统派员在香港与日方秘密和谈外，还直接派员往上海、南京与汪伪挂钩。1940年3月，唐生明假投汪伪，就是军统一手策化的。临行前，戴笠曾给唐生明三项任务之一，就是密切注视共产党和江南新四军的情况，假借联合日伪共同阻止共产党力量在江南的发展。对此，周佛海日记中有明确的记载：“渝方盼余对于共产党在此间情形时予通知”。抗战胜利前夕，戴笠则命令各地伪军与军统特务武装“通力合作，严防‘奸匪’之窜扰””。

#### 反共
反共和清除异己是军统前身成立时蒋介石交给的两大任务，反共更是其工作的核心。鉴于抗战初期，国共已再度合作，故军统的反共策略较十年内战时期有所隐蔽。戴笠就曾指使特务处上海区“对不公开的地下党员可以借口逮捕汉奸名义，公开拘捕、囚禁、杀害，对公开了的中共人员则可以侦察、监视、利诱、威逼”。此时军统制定的反共原则是：在战区，尽可能地防止中共渗透到军事机构，分化军队，并注意“共党之活动与其武器来源，并共党对敌伪友军情况之侦查”；在敌后，“监视共党组织与活动，尤其须注意居该党领导地位者之言行”；对中共抗日根据地，则相机渗透，以求得更多的了解；在大后方，则尽一切方法，遏制中共组织的发展。戴笠时常告诫部下：“工作中最应特别注意的是对‘奸匪’的缉捕”，“对‘奸党’之部队，绝无联络运用之余地，始终应站在敌对地位”，“如‘奸匪’问题不能解决，则吾人责任，尚异常艰巨””
军统同时对日本和共產黨份子进行情报蒐集和暗杀，如：1940年8月13日，中共少將陈昭礼（全国战地动员委员会委员）在崇安吴公岭被事先埋伏的军统特勤人员处决。

### 第二次国共内战期间
1946年7月1日，軍統局改組更名為國防部保密局。其公开特务武装部分（后成为交通警察部队）与军委会军令部二厅合并为国防部第二厅，由郑介民任厅长；秘密核心部分组成国防部保密局。
- 局长
- 副局长
- 办公室主任黄天迈、张继勋。下设专员及秘书、文书科。
- 第一处（情报处），由原“军统”第二处处长何芝园任处长；下设军事、党政、经济、国际四个科。
- 第二处（行动处），由叶翔之任处长；下设行动、侦防、策反、心理作战四科。
- 第三处（人事处），郑修元任处长；下设人事行政、考铨、卡片等科。
- 第四处（电讯处），杨震裔任处长；下设通讯、机务、工务等科。
- 第五处（司法处），李希成任处长；下设审讯、狱管两科。
- 第六处（经理处），郭旭任处长；
- 第七处（总务处），沈醉任处长；
- 督察室：廖华平任主任；
- 总稽核室：张冠夫任总稽核；
- 预算室：朱光斗任主任。
- 机要组，女少将姜毅英任组长，主管译电和密码工作。
- 特种政治问题研究组：瞿梦秋任组长。
- 特种技术研究组：刘绍复任组长。专门研究暗杀、爆破、纵火等技术工作，并制造各种定时炸弹、毒药、毒刀、纵火伞、纵火金笔等。
- 布置组：1948年从人事处划出，赵斌丞任组长，专门负责布置潜伏工作。
- 设计委员会：张严佛、刘启瑞等为主任委员。
- 兵工署稽查处：处长张师、廖宗泽。
- 中国新社会事业建设协会。

外勤省站分为：
- 甲种站，为一百六十人；
- 乙种站，为一百一十人；
- 丙种站，为六十人。

设立大区外勤单位：
- 东北督导室，文强任主任；
- 西南特区，徐远举任区长；
- 西北特区，胡子萍任区长。
- 广州办事处，郭旭兼主任；
- 重庆办事处，唐治任主任。

毛人凤为局长。1949年2月代总统李宗仁任命原副局长、六处少将处长徐志道为保密局长，福建站站长林超为副局长；但毛局长只移交了局长办公室的内勤小班子，所有外勤单位和情报业务一律带走仍由毛人凤负责；将保密局本部大部分人员及机构档案由南京撤往上海设立上海办事处，把原来的八大处机构全部降格为组。徐志道手下设业务、总务两处，业务处长黄逸公，总务处长钮殿臣，总共只有内勤人员92人。谷正文回忆“这段地下化期间，政府根本没有编列预算，因此，从二月至八月整整半年期间，我们三千多人没有薪水，每个月仅由会计室依同僚的家眷数分发适量的白米及少量的黄豆，每日三餐，就这样白米饭配腌黄豆过下来了。”“正式官印已经由毛人风交接给徐志道，而办公又不能没有官印，我们到上海之后，便买了一块旧铜，找了一名刻印师傅仿刻了一枚官印”。撤台后，1949年12月毛人凤官复原职，徐志道挂国防部高级参谋、国大代表名衔，担任过旅台海门同乡会首任理事长，晚年写有回忆录《七十杂忆》。
1949年11月14日，中共党员江竹筠在重庆渣滓洞监狱被保密局特务处决。

### 臺灣時期
1949年國民政府撤退到臺灣之後，蔣介石對國民黨進行改造。舊有「五大派系」遭到整頓削弱，被視為蔣介石欲強化「蔣經國系」。蔣介石透過政治行動委員會進行整頓，由出身軍統的唐縱出來整頓，再把整個系統交給蔣經國指揮控制。唐縱則設立中國國民黨中央委員會第六組。
此時一部分軍統留在大陸地區進行復國行動，克什米爾公主號就是保密局所為。中華人民共和國政府對軍統嚴厲鎮壓。因鎮壓反革命運動中，对一切曾與國府有一絲關係的留陸人員都進行血腥清洗，導致1950年代軍統在大陸地區大致一律肃清；以後的政治運動中，如肅清反革命分子運動、四清運動、清理階級隊伍運動（文化大革命運動的一段插曲），一次又一次追查殘餘軍統人員以及和懷疑曾和軍統有關的人物，“活人要落實到人頭，死人要落實到墳頭”。到1976年後，不再提及軍統。 
1950年6月，保密局恢復正式編組，於臺北士林芝山岩設立局本部，持續執行情報蒐集，並參與臺灣省工作委員會案及台北市工作委員會案等案件。1955年，情報機構改制，保密局改組為國防部情報局，保防偵查等業務撥歸「司法行政部調查局」（今法務部調查局）接管。一般說來，該階段先後實際執行者為毛人鳳與蔣經國。
當蔣介石請毛人鳳的對頭唐縱出來整頓情治系統，被視為對毛人鳳的削權，一度引起毛人鳳緊張；毛人鳳透過時任參謀總長周至柔的關係，與宋美齡搭上線，成為「孔宋集團」人馬。1951年，「孔宋集團」見「蔣經國系」日隆，遂示意毛蒐集蔣經國的情報，藉機向蔣介石告狀。兒子遭父親訓斥了一頓，增加了蔣經國整倒毛人鳳的決心。不久，保密局特種技術總隊長杜長城苛扣隊員薪餉，並挪用爆破器材經費，購買黃金送一半到毛人鳳公館；政治行動委員會蒐集到此一分贓情報，隨即向蔣介石報告。蔣介石一度下令蔣經國自杜長城以下大隊長、中隊長全部處死，毛人鳳被嚇得只好向宋美齡求援，經宋向蔣一再求情才免於受罰。
「杜長城事件」後，毛人鳳雖未去職，但蔣經國已開始扶植副主任秘書出身、當過軍統局處長的葉翔之，準備取代毛人鳳。蔣經國先將葉翔之調往「政治行動委員會敵後工作處」擔任處長，就近為自己效力，不久又調為國防部大陸工作處副處長。國防部大陸工作處取消後，葉翔之專任中國國民黨中央委員會第二組副主任，後升為主任。1955年夏，保密局接辦政工系統舉發的孫立人兵變案，牽連300餘人被誣為匪諜受審。1956年，毛人鳳因病去世，葉翔之順利接掌保密局局長，整個軍統至此成為蔣經國的勢力範圍。
1984年發生江南案，作家劉宜良在美國被情報局特訓並派遣的黑幫首領陳啟禮率員殺害；經聯邦調查局破案後，蔣經國令將涉案之時任局長汪希苓、處長陳虎門等人法辦入獄，情報局再次大改組。1985年7月1日，情報局與國防部特種情報室併編成立國防部軍事情報局，隸屬國防部參謀本部，受參謀總長直接指揮。

## 歷任局長
國民革命軍軍事委員會軍事調查處時期
| 姓名 | 圖像 | 任期                        |
| ---- | ---- | --------------------------- |
| 戴笠 |      | 1932年4月1日－1946年3月17日 |

國民政府軍事委員會特務處時期
| 姓名 | 圖像 | 任期                        |
| ---- | ---- | --------------------------- |
| 戴笠 |      | 1932年4月1日－1946年3月17日 |

國民政府軍事委員會調查統計局時期
| 姓名   | 圖像 | 任期                        |
| ------ | ---- | --------------------------- |
| 戴笠   |      | 1932年4月1日－1946年3月17日 |
| 毛人鳳 |      | 1946年3月17日－1947年       |

國防部保密局時期
| 姓名   | 圖像 | 任期           |
| ------ | ---- | -------------- |
| 毛人鳳 |      | 1947年－1955年 |

國防部情報局時期
| 姓     | 圖像 | 任期                                                    |
| ------ | ---- | ------------------------------------------------------- |
| 毛人鳳 |      | 1955年－1956年12月11日（陸軍二級上將，任內逝世）        |
| 張炎元 |      | 1956年－1960年（陸軍中將）                              |
| 葉翔之 |      | 1960年－1975年（陸軍中將）                              |
| 汪敬煦 |      | 1975年1月25日－1978年5月31日（陸軍二級上將）            |
| 張式琦 |      | 1978年6月1日－1983年5月31日（陸軍中將）                 |
| 李筱堯 |      | 1983年6月1日-1983年12月31日（海軍中將）                 |
| 汪希苓 |      | 1984年1月1日－1985年1月12日（海軍中將，後因江南案被捕） |
| 汪敬煦 |      | 1985年1月12日－1985年6月31日（國安局局長兼任）          |

## 组织机构
1937年七七事变全国抗战，1938年初国共达成合作。随着国共第二次合作的形成和中国抗日战争的不断深入，中国共产党在国统区由完全秘密转为公开。1938年春，蒋介石为了防止日谍汉奸活动、提高工作效率、增强抗战力量，在3月29日召开的国民党临时全国代表大会上决定把原有的国民政府军事委员会调查统计局改组，扩大成为3个公开的特务组织：
1. 以第一处为基础，建立隶属中央党部秘书处的中国国民党中央执行委员会调查统计局（简称中统或中统局），局长由国民党中央秘书长朱家骅兼任，徐恩曾任副局长，由徐负责日常实际工作。
2. 第二处扩大为隶属军事委员会办公厅的军事委员会调查统计局（简称军统），首任局长由陈立夫兼任，戴笠任副局长。
3. 隶属军事委员会办公厅的邮检处（主管邮电检查）。

### 内设机构
一、军事处（第一处），主管军事情报及国际情报，下设军事科，负责对汪伪武装进行军事策反工作；国际科，负责国际情报，布置搜集有关中国抗战的国际情报兼及国统区外事活动；考核科，负责核派军事人员；档案科；收发科。 
二、情报处（第二处），主营项目是党政情报和中共情报，先是摘报研究，而后进行处理分类，逐项分析，并提出处理意见，分别报送甲乙丙丁等，报甲是送给蒋介石，报乙是送给何应钦，报丙是送戴笠，报丁是交秘书处存档备核；军统局最为重视的部门。情报处下设中共科、经济科、警务科、考核股、档案股、收发股。中共科负责搜集共产党抗日情报，以及共产党在国统区的活动，并策划对中共组织进行破坏活动；经济科为战时经济制定政策，搜集有关经济动态的资料，进行研究和报送。 
三、行动处（第三处）负责军统特务行动板块，每逢有任务执行，都由行动处事先进行策划和部署指挥。行动处下设行动科、航检科，其中行动科是军统局内部最重要部门，各地行动队、爆破队的成立都要经该科研究决定，各地外勤组织布置暗杀、纵火等行动，也要由该科具体计划安排。航检科则负责航空检查和发放搭乘飞机通行证，控制航空乘客。 
四、电讯处（第四处），负责电讯传递、监听、侦察、破译，下设业务科、工务科、电检科、材料科、考核股、文书股、档案股、事务室、译电室、特技室、重庆总台、息烽总台、兰州总台、监察台、侦察台等等。其机构颇为庞大，电台分布相当密集，遍布全国，并跨洋过海建到国外，总数在三百处以上。 
五、总务科（第五处），负责购买分配办公用品，修建房屋，保管各种器材，对外交际、职工伙食等等，下设庶务股、保管股、文书股、交际股、汽车队、电话队等等；后扩大为总务处，後勤部门。 
六、人事科，后扩大为人事处，主管局内外全部人事，包括吸收、任免、调派以及组建等等。人事科原设秘密人事股、公开人事股、注册福利股、档案股、收发股、文书股；改为人事处后只设行政科、考铨科，科下设股。
凡是想进入军统者，首先要经过人事处的核定批准。通过后，还要由人事科主持，举行一次秘密宣誓，其仪式过程为：宣誓者进入宣誓室中，由司仪宣布仪式开始，监视人就位，宣誓人就位，对着蒋介石像行三鞠躬礼，监视人讲话，宣誓人读誓言：“余誓以至诚奉行三民主义，服从领袖命令，保卫安全，绝对遵守团体纪律，尽忠职守，并以终身贡献团体，虽赴汤蹈火在所不辞。如有泄露秘密及违反纪律之处，愿受最严厉制裁。”誓言读完后，监视人讲话，礼毕，监视人握宣誓人之手，口称“同志”，表示从此以后就是自己人了。然后誓词由人事科存档。而考铨科则负责局内人员铨叙、考核，也就是说掌握着军统特务的升迁和晋级、加薪诸事。
军统局不仅是个铁饭碗，而且升迁也快，军统局属军事部门，军统特工中凡有军校学历的，则可额定军阶，无军校学历或军队经历者，则以军用文官来界定级别。比如凡参加军统组织已有七年者，一律从少尉开始，以后每过两年晋升一次；在军统组织中工作的年限确定为军阶晋升的军龄；凡军事院校毕业者，概按进入军统时原军阶起叙；凡军统局各训练班毕业者，大学生从少校起叙，高中生从中尉起叙，初中生从少尉起叙。军统特训班毕业生的特训学历，作为正式学历看待；参加军统组织后，凡立有“特殊功绩”者，根据学历从优起叙。抗战中期，军统特务人数大约有三四万之多，基本上都是尉官以上，处长、副处长多挂少将衔，科长多挂上校衔，股长多挂少校衔。 
七、经理处（第七处），设综计、审计、预算、财务等科和现金出纳股。 
八、训练处，负责军统几十个训练班的训练工作，并负责编辑军统局出版的局机关刊物《家风》月刊，领导各大专院校内的职业特务学生和一个从华北撤退到四川的，旨在高等院校中从事特务活动的所谓“抗日殺奸團（抗H除奸团）”。 
九、警务处，设警务科和稽查科，主管公开控制的警察机构和稽查处等方面的工作。 
十、布置处，专司对沦陷区的各项工作的布置和安排之事，1945年添设。 
局机关本部除上述各职能部门外，属于内勤编制的还有设计委员会、策反委员会、惩戒委员会、考核委员会，以及1946年初成立的财产清理委员会、设在重庆磁器口缫丝厂的办事处和特种政治问题研究室、特种技术研究室、督察室等等。特种政治问题研究室是特别为中共脫黨份子张国焘设置的科室，由张国焘領導，根据戴笠建議，针对中共组织，研究如何打进拉出的策反活动。特种技术研究室是从事研究如何提高杀人、放火、绑架等具有直接破坏性作业技术水平的科研单位，如研制毒刀、纵火器、定时炸弹、地雷等。督察室是掌管内部人员和公开单位特务人员的业绩考核工作的专职配置。军统的督察考核制度极其严格，并且分公开督察和秘密督察两种方式，轮流担任的“週督察”时刻监督考察每个特务的一言一行。自跨进军统大门之日起，每个人都慎言谨为，小心行事，稍不注意，就有被检举、受处分的可能，轻则挨骂，重则关禁闭。为了严密监视投靠军统的中共假叛徒，并防范中共派人打入军统内部活动，该室还特设了一个直属股「防奸股」。一旦发现嫌疑，立即先行扣押，然后再审讯调查。据傳训练班有个女学生，其男朋友在中共方面的机关工作。
在军统局本部的这些庞大的基本建制外，还陆续设置和恢复了包括各省站在内的外勤单位。如渝特区、川康区、北方区、西北区、陕晋区、华南区、粤桂区和沿海区，以及滇缅办事处、桂林办事处、东南办事处、华北办事处、五原办事处、青海办事处、衡阳办事处、贵阳办事处；抗战胜利后增设上海办事处、武汉办事处和北平办事处等。国外地区的组织有印度站和德里、孟买两个分站、缅甸仰光站、腊戍站、曼谷站、新加坡站、菲律宾站、海防站、西贡站、美国站、伦敦站和巴黎站等。 
总而言之，军统内勤和外勤最多时人员达5万之众，从事内勤工作的特务就有一千四百多人，大部分都集中在重庆罗家湾局本部和磁器口乡下办事处。不仅如此，军统局及戴笠本人还掌握或控制着若干单位（？）。

### 组织形式
军统局的组织形式是局-区-站-组-队，有的地方设有相当区、站的办事处。组是军统局特工组织的基本单位。由于任务不同，组又分普通组、潜伏组、行动组、策反组、随军组、防谍组等。每组通常由十人左右组成。
军统局内勤组织共有八处、六室、一所。军统的特工人员分布到国民党的军队、警察、行政机关以及交通运输等各个部门。
此外，军统局还设有电讯组织、武装组织、训练机构以及在军、政、警、宪等机关中的控制运用组织和“特种”组织。如中共一大代表张国焘主持的特种政治问题研究所。

### 录用方式
军统局的特务称为组员或通讯员，多係受过专门训练的特工人员；当地录用者需经组长引荐，局方批准，并经试用合格。试用期间，称为试用员或试用通讯员。尚未经局方批核的，称为运用员或运用通讯员。

### 人员培养
由于没有正式的特工学校、情报学校，军统开设各种训练班来培养骨干。

#### 兰训班
“中央警官学校驻兰特种警察训练班”自1938年8月开始，共办了5期，训练期限为一年左右，到1946年结束，共训练学员3355人。校址在兰州市中山桥南头路东关帝庙内，后门通木塔巷的木塔寺。班主任由戴笠兼任，实际由少将副主任主持。第一期为刘璠，浙江人，黄埔一期毕业，留德学生，维也纳警政大学毕业。第二期为王孔安，陕西咸阳人，黄埔六期毕业，后任甘肃省警务处处长兼保安副司令。第三期为廖华萍，四川人，中共叛徒出身，曾任重庆军统局本部督察，兰训班二期政训组长。第四期、第五期为胡国振，浙江人，黄埔四期毕业。戴笠在黄埔六期学习期间，胡国振曾是戴的指导员。第五期将结束时，胡国振调南京，由秘书刘忠云代理副主任。
训练班设：主任办公室、教务组、政训组、总务组、会计科、医务、学员大队部。根据特务专业分为若干系：
- 情报系。主任教官程一鸣，广东人，苏联莫斯科中山大学留学特工情报专业。时任第八战区司令长官部调查室主任。
- 行动系。主任教官路鹏，安徽省人，苏联留学生。时任西北公路局科长。
- 警政系。主任教官沈儬康，时任兰州警察总局局长，教官刘鸿烈，甘肃人，德国留学生，兰州缉私处长。
- 外事系。分为英语、俄语、日语三个班。英语班中校教官陈伟华，西南联大毕业。俄语班主任教官包煦，时任国民党外交部驻西北特派员公署秘书。教官薛鉴。日语班主任教官刘忠云（政训组长兼任）。
- 电讯系。主任教官魏世贤，辽宁人，上校。
- 邮检系。中校主任教官王凤荣。
- 边疆系。系主任林知渊，时任边疆调查室主任。该系分为回语、蒙语、藏语三个班。

第一期从1938年8月开始到1940年4月毕业。学生由西安干部训练团招来一百多人；在兰州西北训练团招来一百多人；在临洮从甘肃省国民军训练处举办的高中以上学生集训队招来一百多人；以及从沦陷区调训和保送的学生共计460人。
以后各期基本上是从东北、华北日军占领区逃难到西安的大学生中选招，以及从陕、甘、宁、青、新、四川等省的青年学生中招收。
根据毕业生所学的专业特长分配到全国各地缉私处、警察局、军统机关、军队谍报系统、交通、邮电检查所等。甘肃全省及兰州警察局的主要人员多为该系学员。

#### 临训班
仅一期

#### 黔训班
仅一期

#### 息训班
至1944年结束开办了三期。招收的受训人员大多是在职特工，成分比较复杂。

#### 汉训班
汉训班的前身是浙江温州班。负责人程慕颐。
1939年9月，在汉中东郊十八里铺陈家营一大院内开设“国民政府军事委员会天水行营战时游击干部训练班”，又称“汉中特种技术训练班”。班主任戴笠兼任，负责人程慕颐（化名程益，军统上海行动组长）。汉训班政治指导室主任沈之岳。政治教官朱增福（朱国才）。军事教官王绍文。特技教官杜长城。
到1941年3月停办，共办九期，毕业八期，第九期转入重庆白公馆特训班。共培训631人，其中有毕业后留用的教官37名。其中甘肃籍的235名，陕西籍的129名。至1942年底，陕甘宁边区保安处侦察破获汉训班潜伏边区特务32名（“戴案”）。
1955年，解放军攻占一江山岛，缴获一份程慕颐于1951年4月17日写给保密局的文字报告。程慕颐声称自己领导的浙江、汉中两个训练班先后培训670人，除少数人外，多数混入共产党，有的已经担任重要职位，建议毛人凤予以联络。
- 第四期：
  - 吴南山：毕业回到西峰家乡后主动投案。建国后，吴南山任兰州市公安局治安科长、甘肃省公安厅治安科长、兰州市物资局长、平凉专区物资局长、平凉地区工业局长、平凉地区经委顾问。
  - 祁三益：被陕甘宁边区保安处逆用。建国后任甘肃省公安厅一处侦察科科长、省民委宗教科科长；康南林业总场场长。
- 李春茂：抗大毕业后，李春茂主动要求分配到白求恩国际和平医院学护士。被陕甘宁边区保安处逆用。建国后任甘肃省公安厅一处秘书科长、畜牧厅牧区处处长，省林业厅副巡视员。
- 王星文：打入在鲁迅艺术学院美术系。被陕甘宁边区保安处逆用。建国后任新疆自治区公安厅治安处副处长、后任司法厅长。